# Brug bij Herentals-Lier
De brug bij Herentals-Lier is een brug over het Albertkanaal in de Belgische gemeente Herentals. De brug maakt deel uit van de gewestweg N13. Voor 2019 was dit een liggerbrug. In 2019 werd deze brug afgebroken en vervangen door een nieuwe boogbrug met een doorvaarthoogte van 9,10 meter, wat de nieuwe standaard is. De nieuwe brug ligt enkele meters stroomopwaarts zodat verkeer altijd mogelijk bleef. 